# Alfredo Conde
Alfredo da Silva Conde (Sintra, 3 de junho de 1934) foi um cavaleiro tauromáquico português. 
Filho do ganadeiro Alberto Rodrigues Conde e irmão mais novo do cavaleiro Manuel Conde, começou por ser toureiro a pé, prestando a 27 de julho de 1953, provas para novilheiro praticante . Mais tarde, tomou a alternativa de cavaleiro tauromáquico na Monumental do Campo Pequeno, a 23 de julho de 1963, por ocasião da I Corrida TV, tendo como padrinho João Branco Núncio. Integrou também o Grupo de Forcados Amadores de Santarém, pelo qual se fardou nas temporadas de 1962 e 1963.